# أوبن ورك بنش
أوبن ورك بنش (بالإنجليزية: Open Workbench)‏ هو برنامج مجاني يستخدم لتخطيط المشروعات وهو يعتبر بديلا لبرنامج مايكروسوفت بروجكت. وكان اسمه في البداية بروجكت وورك بنش وكان قد طور من قبل شركة أبلايد بيزنس تكنولوجي (بالإنجليزية: Applied Business Technology)‏ أو (ABT) في نيويورك عام 1984. ثم اشترت شركة نيكو شركة أيه بي تي عام 2000، قبل أن تشتري شركة سي أيه شركة نيكو ومنتجاتها عام 2005.